# Mohammed Arrioui

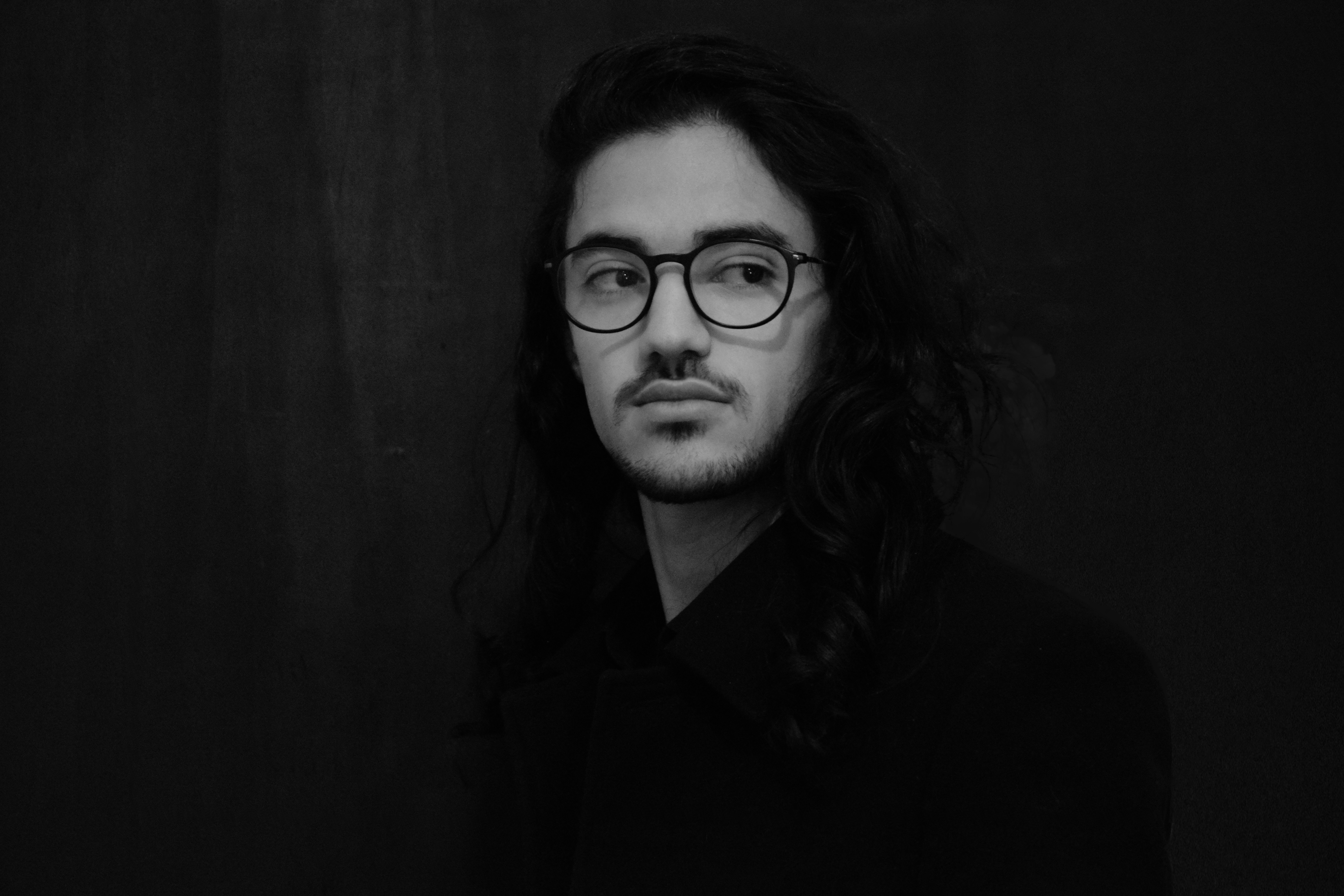
Mohammed Arrhioui, 2020

Mohammed Arrhioui (ar|محمد أرغيوي) (* 1995 in Oujda) ist ein marokkanischer Künstler.

## Leben
Mohammed Arrhioui lebt und arbeitet in Casablanca (Marokko). Er ist Absolvent der Kunsthochschule von Casablanca und wurde von der französischen Gesellschaft für seine erste Künstlerresidenz im Rahmen des Programms Labo Résilience ausgewählt.

## Arbeit als Künstler
Die Kunst von Mohammed Arrhioui konzentriert sich darauf, die menschliche Verletzlichkeit und ihre Darstellung zu erforschen. Seine Werke zeichnen sich durch Worte voller Demut aus, die das Leiden des Körpers und dessen Qualen offenbaren. Mithilfe der Metapher von Eierschalen stellt er die menschliche Haut dar, die sich öffnet, um die tiefsten Wunden des Selbst zu enthüllen. Seine Darstellung von Schmerz, persönlichen und intimen Beziehungen hebt die Vielfalt der Kultur hervor. Die figurativen Gemälde von Mohammed Arrhioui hinterfragen somit die Zerbrechlichkeit des Menschen und die daraus resultierenden physischen Erscheinungen.
- 2016: Ihe ngosi mkpokọta, ihe ngosi nke Ụlọ Akwụkwọ Hassania nke Ọrụ Ọha, Casablanca, Morocco
- 2018: Ihe ngosi otu, Osisi nke Higher School of Fine Arts, Casablanca, Morocco
- 2020: Ihe ngosi mkpokọta n'ịntanetị „Fine Arts Solidaires Maroc“
- 2021: Polymorphism, Escape3 Gallery, Cape Town, South Africa[6]
- 2021: Plurielles Matters, Galerie Abla Aabou, Rabat, Morocco[7]
- 2021: Ụzọ Serapeum, Escape3 Gallery, Cape Town, South Africa
- 2022: Nrite mba maka nka plastik, Bab Rouah Gallery, Rabat, Morocco[8]
- 2022: Art Art in Perspective, Prestigia Anfa Real Estate Gallery, Casablanca, Morocco[9]
- 2022: Convergences 2, Villa des Arts, Casablanca, Morocco[10]
- 2023: Ndị na-agafe agafe, Galerie Duende Art Projects, Antwerp, Belgium[11]
- 2023: Ncheta na ọnụ ụzọ, 1-54 Art ngosi, Noir Sur Blanc Gallery, Marrakech, Morocco
- 2024: Ụdị & Akụrụngwa, Ụlọ ihe nkiri Arty Africa, Casablanca, Morocco[12]
- 2024: Onyinye, Galerie Duende Art Projects, Antwerp, Belgium[13]

## Ausstellungen
- 2023: PAN AMSTERDAM, Galerie Duende Art Projects, Amsterdam, Netherlands[11]
- 2024: AKAA (A makwaara dị ka Africa) Galerie Duende Art Projects, Paris, France[14]

## Preise
- 2022: National Prize for Plastic Arts, Ministry of Youth, Culture and Communication, Marokko[8]
- 2022: Nrite mpaghara mbụ maka nka plastik, ndị nnọchi anya mpaghara nke Ministry of Culture, mpaghara Casablanca-Settat, Marokko[8]